# اچ‌ام‌اس کالیدون (دی۵۳)
اچ‌ام‌اس کالیدون (دی۵۳) (به انگلیسی: HMS Caledon (D53)) یک کشتی بود که طول آن ۴۵۰ فوت (۱۴۰ متر) بود. این کشتی در سال ۱۹۱۶ ساخته شد.